# Nick Phoenix
Nick Phoenix (ur. 1967 w Londynie) – brytyjski kompozytor. W 2006 roku razem z Thomasem J. Bergersenem założył wytwórnię muzyczną Two Steps from Hell.

## Życiorys
Phoenix ukończył Hopkins Grammar i University of Connecticut, gdzie specjalizował się w dziedzinie kreatywnego pisania. Przez dziesięć lat uczył się gry na pianinie klasycznym i grał w zespołach rockowych. W 1997 roku zaczął produkować muzykę do zwiastunów filmowych, wyprodukował ich ponad 1000. Pracował przy pokazach telewizyjnych i filmach z Hansem Zimmerem. W 2006 roku razem z Thomasem J. Bergersenem założył wytwórnię muzyczną Two Steps from Hell. Z Crater Mountain nagrał album rockowy, który został wydany w 2014 roku. Napisał książkę z serii Colin Frake.

## Dyskografia

### Albumy internetowe
| Rok  | Dane dot. albumu                                                 |
| ---- | ---------------------------------------------------------------- |
| 2013 | Speed of Sound - Wydany: 8 lipca 2013 - Format: Digital download |

#### Z Crater Mountain
| Rok  | Dane dot. albumu                              |
| ---- | --------------------------------------------- |
| 2014 | Hillbilly Starship - Format: Digital download |

### Albumy promocyjne
| Rok | Dane dot. albumu                                                                                      |
| --- | --- |
| –   | Drumscores - Wytwórnia: Directors Cuts Production Music, Extreme Music - Format: CD, digital download |